# Ivo Jerolimov (stariji)
Ivo Jerolimov, stariji (iz Preka) Hajdukov centarhalf iz šezdesetih godina 20. stoljeća. Igrao je u generaciji s najvećim Hajdukovim legendama kao što su Z. Bego, Cuzzi, Nadoveza, Žaja, Hlevnjak i drugi. 
Prvi službeni nastup ima protiv Novog Sada u Novom Sadu 1. rujna 1963. koja je završila s 0:4 pogocima Hlevnjaka (2), Ankovića i Z. Bege. Za Hajduk je od 1963-1965 odigrao ukupno 39 utakmica od čega 10 prvenstvenih, 3 za Kup i ostale prijateljske na kojima je dao 5 golova. Nakon hajduka igra i za NK Split, nas poziciji zadnji vezni.
Ivo Jerolimov otac je preškog načelnika Ante Jerolimova. Njegov imenjak Ivo Jerolimov (mlađi), također je iz Preka.
Statistika u Hajduku
| Natjecanje        | Nastupi | Zgoditci |
| ----------------- | ------- | -------- |
| Prvenstvo         | 10      | 0        |
| Kup               | 3       | 0        |
| Superkup          | 0       | 0        |
| Međunarodne       | 0       | 0        |
| Splitski podsavez | 0       | 0        |
| Ukupno            | 13      | 0        |
| Prijateljske      | 26      | 5        |
| Sveukupno         | 39      | 5        |